# Cheshmeh Pahn (ort i Iran)
Cheshmeh Pahn (persiska: چشمه پهن) är en ort i Iran.   Den ligger i provinsen Markazi, i den centrala delen av landet, 260 km sydväst om huvudstaden Teheran. Cheshmeh Pahn ligger 2 110 meter över havet och antalet invånare är 767.
Terrängen runt Cheshmeh Pahn är kuperad. Runt Cheshmeh Pahn är det ganska tätbefolkat, med 54 invånare per kvadratkilometer. Närmaste större samhälle är Arak, 18,9 km norr om Cheshmeh Pahn. Trakten runt Cheshmeh Pahn består i huvudsak av gräsmarker.